# Star Wars: Tales of the Underworld
Star Wars: Tales of the Underworld è una miniserie animata antologica creata da Dave Filoni (nonché direttore dell'animazione), scritta da Matt Michnovetz, prodotta da Lucasfilm Animation e distribuita sulla piattaforma streaming Disney+ il 4 maggio 2025.

## Trama
Asajj Ventress, un'ex assassina, fugge insieme ad un nuovo alleato, mentre Cad Bane affronta il suo passato quando incontra un vecchio amico diventato sceriffo e al servizio della legge.

## Episodi
| nº | Titolo originale       | Titolo italiano          | Pubblicazione |
| -- | ---------------------- | ------------------------ | ------------- |
| 1  | A Way Forward          | Una via d'uscita         | 4 maggio 2025 |
| 2  | Friends                | Amici                    | 4 maggio 2025 |
| 3  | One Warrior to Another | Da guerriero a guerriera | 4 maggio 2025 |
| 4  | The Good Life          | La bella vita            | 4 maggio 2025 |
| 5  | A Good Turn            | Un grosso favore         | 4 maggio 2025 |
| 6  | One Good Deed          | Una buona azione         | 4 maggio 2025 |

## Personaggi e interpreti
- Asajj Ventress - ex assassina, doppiata in lingua originale da Nika Futterman e in italiano da Alessandra Cassioli.
- Cad Bane - cacciatore di taglie, doppiato in lingua originale da Corey Burton e in italiano da Rodolfo Bianchi.
- Lyco Strata\Traveler - Jedi, doppiato in lingua originale da Lane Factor e in italiano da Riccardo Suarez.
- Niro - Sceriffo, doppiato in lingua originale da Artt Butler e in italiano da Alessio Cigliano.
- Arin - Moglie di Niro, doppiata in lingua originale Dawn-Lyen Gardner e in italiano da Francesca Manicone.
- Isaac - Figlio di Cad Bane e Arin, doppiato da Idris Keith